# Воинков, Александр Михайлович
Александр Михайлович Воинков (3 марта 1921, Курган, Челябинская губерния — 20 апреля 1945, Вальдзиверсдорф, Марка Бранденбург) — советский военачальник. Командир 100-го гвардейского стрелкового полка 35-й гвардейской стрелковой дивизии. Гвардии подполковник.

## Биография

### Ранние годы
Александр Михайлович Воинков родился 3 марта 1921 года крестьянской семье в деревне Нижне-Утятской 1-й (Фатеры) Нижнеутятского сельсовета Черёмуховской волости Курганского уезда Челябинской губернии, ныне Нижняя Утятка находится в черте города Кургана Курганской области. Отец до и после революции занимался земледелием.
В 1929 году поступил в школу, окончил семь классов. С 1936 по 1939 год учился в Курганском железнодорожном техникуме, по специальности дежурный по станции.
После окончания техникума, 7 сентября 1939 года он был призван (место призыва: Курганский РВК, Челябинская область, Курганский район) в ряды Рабоче-крестьянской Красной Армии. С 1939 по 1941 год учился в Тюменском пехотном училище, по окончании ему было присвоено воинское звание «лейтенант». Был направлен для дальнейшего прохождения службы в г. Пенза, в 90-й запасной стрелковый полк на должность командира стрелковой роты.

### В годы Великой Отечественной войны
Боевое крещение принял 5 декабря 1941 года под Москвой в составе лыжного батальона 10-й армии в должности командира роты.
К началу декабря 1941 г. армия, находившаяся в резерве Ставки ВГК, была сосредоточена юго-западнее Рязани и 1 декабря включена в состав Западного фронта. В ходе Московской наступательной операции (5 декабря 1941 г. — 20 апреля 1942 г.) 6 декабря армия начала контрнаступление из района сосредоточения. К утру следующего дня её войска освободили города Серебряные Пруды и Михайлов. В дальнейшем, в ходе Тульской наступательной операции (6-16 декабря 1941 г.), войска армии во взаимодействии с войсками 50-й армии, 1-го гвардейского кавалерийского корпуса Западного и 3-й армией Юго-Западного фронтов нанесли поражение 2-й танковой армии противника восточнее и юго-восточнее Тулы. К началу января 1942 г. войска армии с боями продвинулись на глубину 250 км, освободили Сталиногорск (Новомосковск) (11 декабря), Епифань и ряд других населённых пунктов. Продолжая наступление, войска армии к 10 января 1942 г. вышли на рубеж Киров — Людиново — Жиздра, где до конца месяца отражали сильные контрудары противника.
23 февраля 1942 года Александр Михайлович был тяжело ранен и направлен на лечение в г. Рязань. После излечения в госпитале, он был направлен на Западный фронт (Великая Отечественная война) в 322-ю стрелковую дивизию 16-й армии генерал-лейтенанта Баграмяна И. Х.
322-я стрелковая дивизия 16-й армии в начале августа 1942 г. имела задачу оборонять полосу по фронту до 14 км и глубиной до 8 км на восточном берегу р. Рессета (юго-восточнее станции Думиничи Калужской области). За участие в этих боях лейтенант Воинков награждён первой боевой наградой — орденом Красного Знамени.

 Хорошо руководил боем роты, отбил до шести атак противника, где был ранен, и не покидая поле боя, четыре раза водил роту в контратаку, уничтожил до 300 немцев. После второго ранения выбыл из строя и находится на излечении.
— номер записи в базе данных: 10062268
После излечения в госпитале Александра Михайловича направляют в Свердловск, где с 20 октября по 24 декабря 1942 года он — слушатель курсов «Выстрел». По результатам обучения вывод комиссии: «Подготовлен к должности командира пулемётного батальона.»
С 1943 года член ВКП(б).
С февраля 1943 года — пом. начальника отделения отдела кадров Юго-Западного Фронта. Казалось бы, «тёплое место», но он опять просится в окопы. Как следует из документов, «по личной просьбе» был направлен на передовую, в 101-й гвардейский стрелковый полк 35 гвардейской Краснознамённой стрелковой дивизии на должность заместителя командира полка по строевой части.
Дивизия была сформирована в августе 1942 года в Московской области на базе 8-го воздушно-десантного корпуса, как 35-я гвардейская стрелковая дивизия. Участвовала в Сталинградской битве, наступлении на донбасском направлении (январь — февраль 1943), в Харьковской оборонительной операции, освобождении Левобережной и Правобережной Украины, Люблин-Брестской, Варшавско-Познанской и Берлинской наступательных операциях. За боевые заслуги удостоена почётного наименования «Лозовская» (сентябрь 1943), награждена орденами Красного Знамени, Суворова 2-й степени, Богдана Хмельницкого 2-й степени; тысячи её воинов награждены орденами и медалями, 21 удостоен звания Героя Советского Союза.
В то время более месяца части дивизии вели активные оборонительные бои, сковывая силы противника на Харьковском направлении, лишая его возможности переброски своих частей в район Курска.
С октября 1943 года Воинкова Александра Михайловича назначают командиром 100-го гвардейского стрелкового полка.
Из воспоминаний Героя Советского Союза разведчика 100-го гв. сп Ерошкина Валентина Кирилловича:
«Какой это был человек, Воинков! Красивый — ну просто орёл! Было ему в то время двадцать два, а он уже считался настоящим мастером разведки. Говорили о какой-то необыкновенной удачливости капитана (вскоре он стал майором), но Ерошкин, которому не раз приходилось действовать с Воинковым, хорошо знал секрет этой удачливости: командир отряда был отважен, ловок, умел перехитрить противника.»
В сентябре 1943-го гвардии капитана Воинкова А. М. награждают орденом Красной Звезды.

15.09.1943 противник, сосредоточив свои силы на западной окраине г. Лозовая, оказывал упорное огневое сопротивление, приостановив дальнейшее продвижение вперед наших частей. Товарищ Воинков благодаря умелому командованию полком, проявленной при этом исключительной смелости сам лично повел в атаку свои боевые части.
26.09.1943 временно командуя 101 гв СП своевременно, без потерь обеспечил форсирование реки Днепр.
— номер записи в базе данных: 17768637
Из наградного листа видно, что 26 сентября 1943 г. Воинков А. М. временно командовал 101-м гвардейским стрелковым полком. Вообще, командиров во время тяжелейших боёв в районе г. Лозовая буквально «тасовали как колоду карт» — их просто не хватало. Противник старался любой ценой обезглавить наступавшие части нашей армии, сбить атакующий порыв. Немецкое командование придавало исключительное значение этому крупному железнодорожному узлу, который находился на магистрали, соединяющее два крупных промышленных района — Донбасского и Харьковского.
Город и железнодорожная станция Лозовая являлась местом расквартирования многих армейских учреждений противника. Железнодорожная станция связывала фронт и тыл немецкой армии.
Ратные дела дивизии также не остались незамеченными, и 23 сентября 1943 года вышел приказ Верховного Главнокомандующего Иосифа Сталина о том, чтобы в ознаменование достигнутых успехов добавить к наименованию «35-я гвардейская Краснознамённая стрелковая дивизия» почётное наименование «Лозовская».
В боях за освобождение Украины гвардии майор Воинков А. М. был удостоен ордена Богдана Хмельницкого 2-й степени

 В боях от реки Северский Донец до реки Днепр, за овладение плацдармом на правом берегу Днепра и дальнейшего наступления до рубежа Зеленый Гай, Вишневый, товарищ Воинков умело организовывал бой и руководил им от начала до конца.
В боях за овладением Садовый и Каменный организовывал бой и сам водил полк в атаку, нанеся при этом большие потери противнику.
В боях за овладение Вишневый 26.10.1943 года товарищ Воинков был сильно контужен, но, несмотря на это, не бросил поля боя и продолжал командовать полком.
— номер записи в базе данных: 20213385
Под его руководством 100-й гвардейский стрелковый полк участвовал в Никопольско-Криворожской и Березнеговато-Снигирёвской наступательных операциях, в освобождении Одессы, в боях на Днестровском плацдарме, так же участвовал в боях на польской земле. Он прошёл испытание на Мангушевском плацдарме и в Висло-Одерской операции.
В одном из документов ЦАМО была найдена, такая запись:
«ВОИНКОВ Александр Михайлович 1921 г. рождения… Награждён орденами: „Красное Знамя“, ………, за форсирование р. Висла, исключительное упорство и геройство, — проявленные в боях за овладение плацдармом — ВОИНКОВ представлен к званию Героя Советского Союза„. Документ подписан командующим войсками 8-й гвардейской армии гв. генерал-полковником В.Чуйковым и членом военного совета армии гв. генерал-майором А.Прониным.
Данное представление осталось не реализованным.
100-й гвардейский стрелковый полк под командованием Воинкова А. М. за освобождение Гневен (Гнезно)(освобождён 22 января 1945 г. войсками 1 БФ в ходе Варшавско-Познанской операции) получил наименование “Гнезнинский»

Из архивных документов, а также книг полковника юстиции Афанасьева Н. И., генерала Варенникова В. И., очевиден тот факт, что Александру Михайловичу приходилось решать непростые задачи… Ведь одно дело — ставить задачи, а другое — их выполнять. И как видно из биографии, 24-летний гвардии подполковник Воинков сражался против опытных, профессионально подготовленных генералов Вермахта, которые провели не одну военную кампанию, и уже смогли подмять под себя всю Европу.
Повторное представление Воинкова А. М. к высокому Званию Героя Советского Союза было написано 4.02.1945 комдивом Смолиным за успешное форсирование реки Варта, прорыв обороны противника на германской государственной границе в районе Либух. Но и в этом случае, Александр Михайлович был награждён орденом Красного Знамени.
Впереди оставались бои за Одер и Берлинская операция.
За время службы гвардии подполковник Воинков Александр Михайлович участвовал в форсировании 8 рек от Северского Донца, прорыве обороны неприятеля на Западном берегу Вислы, до наступательных боёв за Одер, форсировании и расширении плацдарма на левом берегу Одера и овладении штурмом крепости на острове восточнее пригорода Китц. Под его непосредственным руководством были созданы и подготовлены к операции штурмовые группы, организованы переправы и взаимодействие всех родов войск. Впоследствии он был удостоен ордена Красного Знамени и ордена Отечественной войны 1 степени. Последний он получить не успел — его передали на хранение семье только лишь в январе 2008 года.
Из воспоминаний Героя Советского Союза, Главнокомандующего Сухопутными войсками — заместителя министра обороны СССР Варенникова Валентина Ивановича:

 «Вот с такими наивными мыслями я продолжал войну во имя того, чтобы на земле вообще никогда больше не было войн. А на следующий день нам сообщили: немецкий снайпер выстрелом в голову убил любимца нашей дивизии командира 100-го гвардейского стрелкового полка гвардии подполковника Александра Михайловича Воинкова. Это была тяжелейшая утрата. Мне просто не верилось, что он погиб. Ведь с ним вместе довелось воевать в 43-м, весь 44-й и часть 45-го годов. Такой тяжелый путь был позади! Такие жестокие бои и дикие „переплеты“, в которые мы попадали. Но все прошли и перенесли, и вот теперь, когда осталось всего несколько дней до Победы, — вдруг… смерть. И тогда, и сейчас я уверен в том, что только отсутствие рядом с ним надежного друга, к которому он прислушивался, привело его к гибели.
Нет, рядом с ним надежный боевой друг был — старший лейтенант Николай Королев, его адъютант. Не раз он в буквальном смысле слова спасал своего командира. Но Александр Михайлович частенько не прислушивался к нему, и тогда уже приходилось подключаться мне. Мы, так сказать, двойной тягой влияли на командира и частенько отговаривали его от ненужных опрометчивых шагов, которые могли привести к беде. Особенно он горячился во время контратак противника, или когда мы не могли продвинуться ни на метр, а надо было наступать. Конечно, каждый раз, анализируя ситуацию, мы, хоть и затрачивали на это время, все же находили причину и ключ к решению проблемы. И он всегда был благодарен нам. У нас уже утвердился „наш“ метод организации и ведения боя, „наш“ метод взаимного общения и взаимоотношений. Это создавало, так сказать, свой микроклимат, нашу дружную фронтовую семью, где каждый понимал друг друга с одного взгляда».— Варенников В.И.

### Последний бой
Гвардии подполковник Воинков Александр Михайлович погиб на подступах к Берлину, населённый пункт Вальдзиверсдорф округа Лебус (нем. Landkreis Lebus) административного округа Франкфурт Гау Марка Бранденбург, ныне коммуна Вальдзиверсдорф входит в Управление Меркише-Швайц (нем. Amt Märkische Schweiz) района Меркиш-Одерланд земли Бранденбург Германии.
Боевое донесения № 118 на 15:00 от 21.04.1945. Архивировано 24 мая 2013 года.

 В 19:00 20 апреля 1945 года геройски погиб в боевых порядках подразделений командир полка гвардии подполковник ВОИНКОВ в районе мельницы с. Вальт-Зиферсдорф. В честь погибшего любимого всеми бойцами и офицерами командира полка в 19:30 был дан, со всех видов оружия, салют по району господского двора Вальт-Зиферсдорф, и штурмом овладели им.— Боевое донесения № 118 на 15:00 от 21.04.1945

### Место захоронения
В соответствии с Именным списком безвозвратных потерь офицерского состава 35 гвардейской стрелковой дивизии гвардии подполковник Воинков А. М. первоначально был захоронен в н.п. Запциг (Säpzig) Германия. Запциг ныне находится на территории Республики Польша и носит название Жабице (пол. Żabice (województwo lubuskie)), входит в состав гмины Гужица, Слубицкий повят, Любушское воеводство. В настоящее время в н.п. Жабице воинских захоронений нет. (недоступная ссылка) Документально подтверждённых архивных данных о перезахоронении праха подполковника Воинкова А. М. польская сторона представить не может.
гв.п/п-к Воинков А. М. покоится на Воинском Мемориале в г. Гожув Велькопольский, ул. Вальчака, могила № 244
https://www.obd-memorial.ru/html/info.htm?id=86111079
В настоящее время фактическое нахождение праха гвардии подполковника Воинкова А. М. неизвестно..

## Награды
- Орден Красного Знамени — дважды: 1 января 1942 года[11], 17 февраля 1945 года[12]
- Орден Богдана Хмельницкого II степени, 22 февраля 1944 года[13]
- Орден Отечественной войны I степени, 7 мая 1945 года[14]. (Орден вручён внуку А. М. Воинкова в 2008 году).[15]
- Орден Красной Звезды, 24 октября 1943 года[16]

## Память
- Имеется следующая запись на пилоне Мемориала павшим советским воинам в Тиргартене: «Герой Советского Союза гв. полковник Войнов А. М., 1921‑20.04.45.»

## Семья
Жена Надежда Григорьевна.